# Iran Air

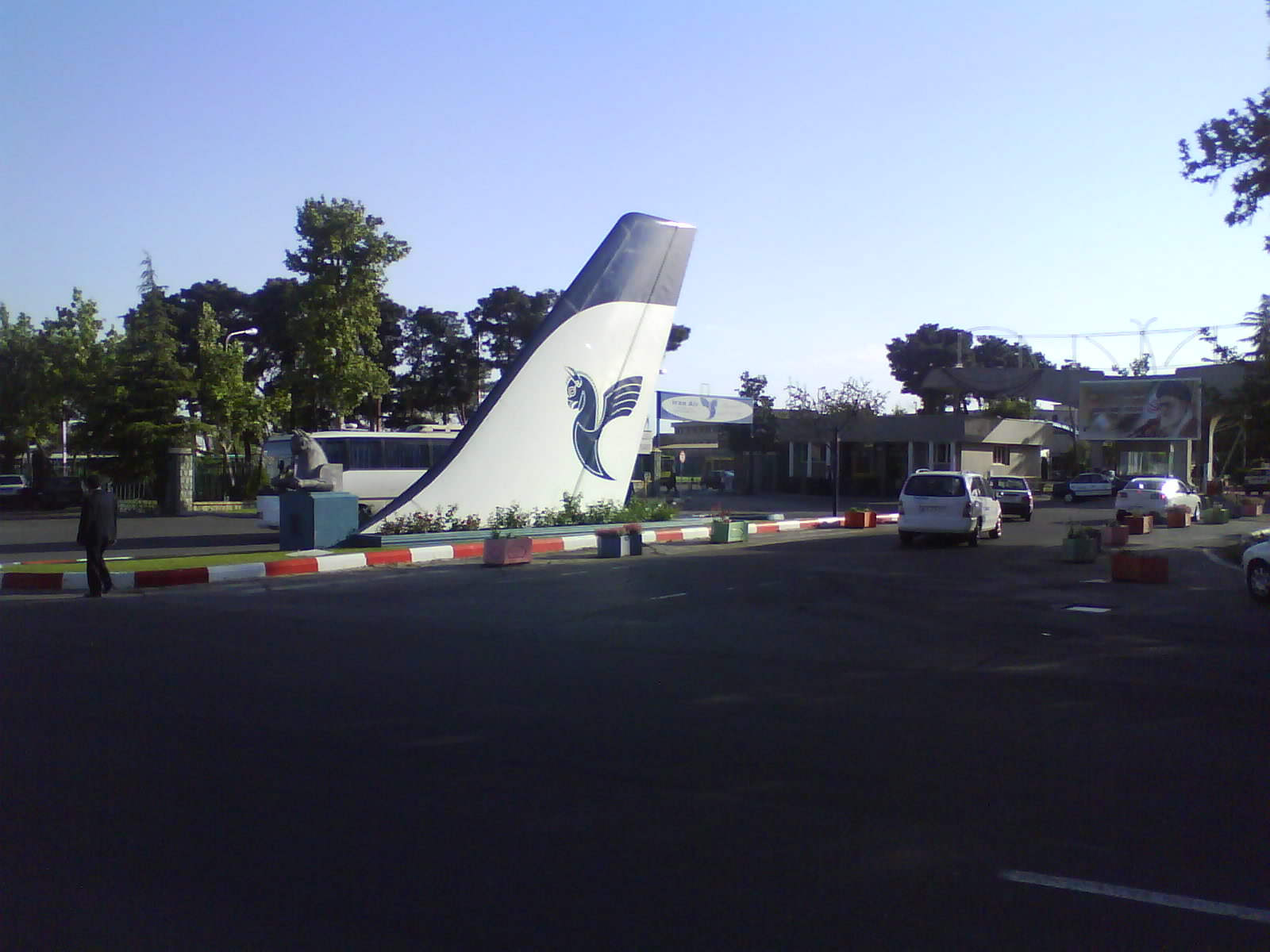
Iran Air head office

Іран Ейр (англ. Iran Air, перс. ایران ایر) — найбільша іранська авіакомпанія, національний авіаперевізник. Базується в Тегерані. Виконує польоти в 54 міста в 30 країнах світу. Порт приписки — Міжнародний аеропорт Імам Хомейні.
Iran Air Авіалінії Ісламської Республіки Іран («Іран Ейр»), відомі як «Хома» (казковий птах з перської міфології) була заснована 24 лютого 1962 року. У 1964 році авіакомпанія стала членом Міжнародної Асоціації Авіаперевізників (IATA) і в 1983 році вступила у Всесвітню Туристичну Організацію (WTO) як приєднався учасник. Найбільший департамент у «Іран Ейр» — відділ з постачання харчуванням, у ньому працює більше тисячі осіб. Цей департамент як самостійний центр зараз забезпечує послугами з постачання харчування понад 25 міжнародних авіаліній та місцевих авіаперевізників.

## Флот

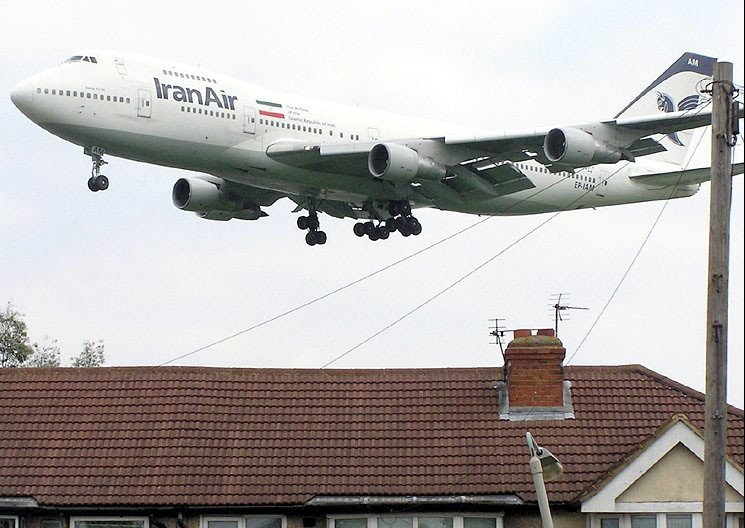
Boeing 747—200 Iran Air

Станом на липень 2010 року в складі флоту такі авіалайнери Дані взяті з сайту обліку всіх авіалайнерів [Архівовано 17 квітня 2012 у WebCite]:

## Авіаподії

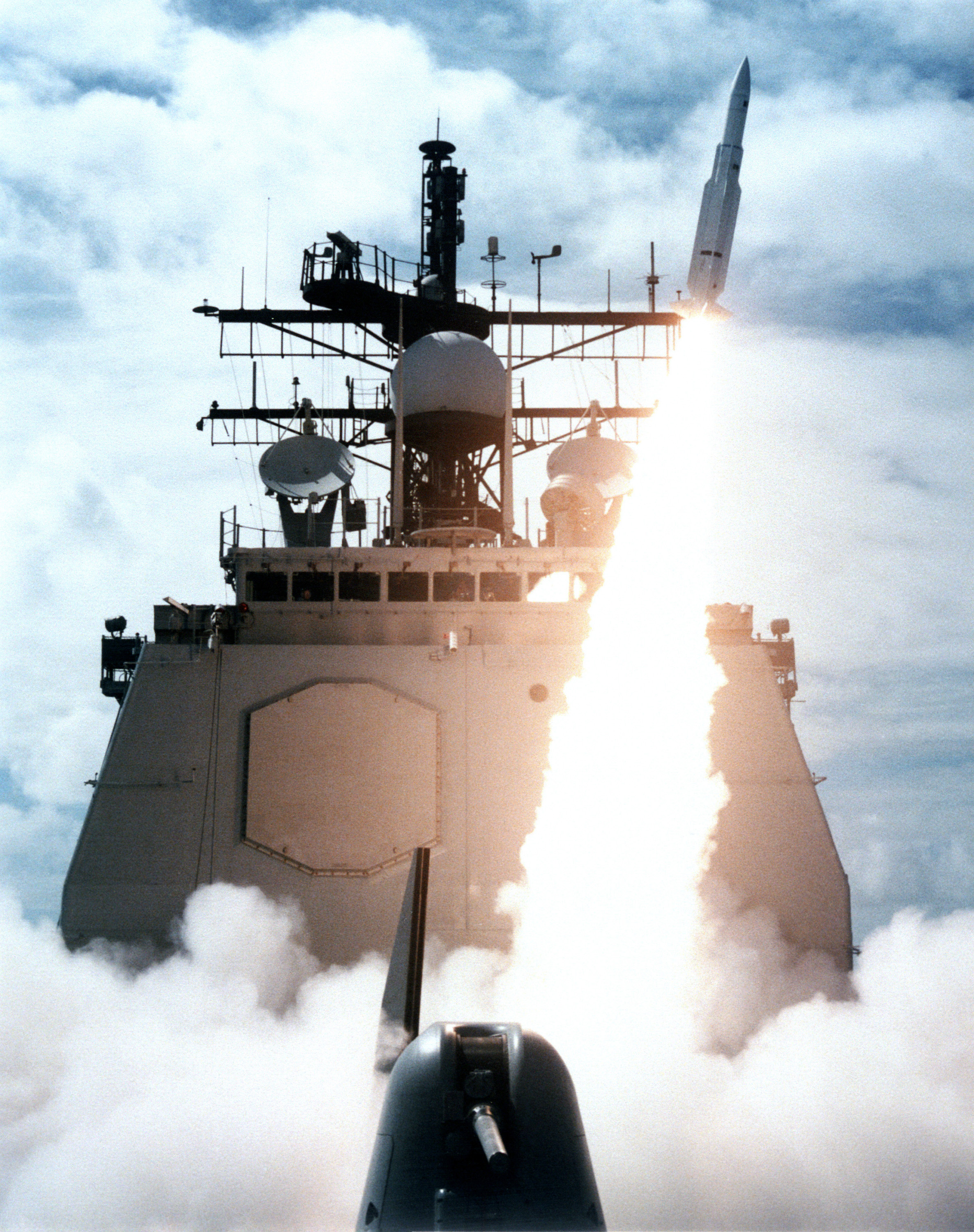
Ракета стартує з переднього майданчика крейсера Vincennes під час навчань в 1987 року. Ця ж пускова установка була застосована для стрільби по літаку рейса Iran Air 655

- Рейс IR655 Іранський авіарейс 655 (IR655) — комерційний пасажирський рейс Iran Air, між містами Бендер-Аббас, Іран і Дубай, ОАЕ. 3 липня 1988, літак Airbus A300B2-203 рейсу IR655 був збитий над Перською затокою ракетою, яка була випущена з ракетного крейсера Vincennes ВМС США. Загинуло 290 людей, включаючи 15 членів екіпажу, серед пасажирів було 66 дітей. Під час пуску ракети крейсер Vincennes знаходився в територіальних водах Ірану.